# فهرست ایزدان ژرمن‌ها

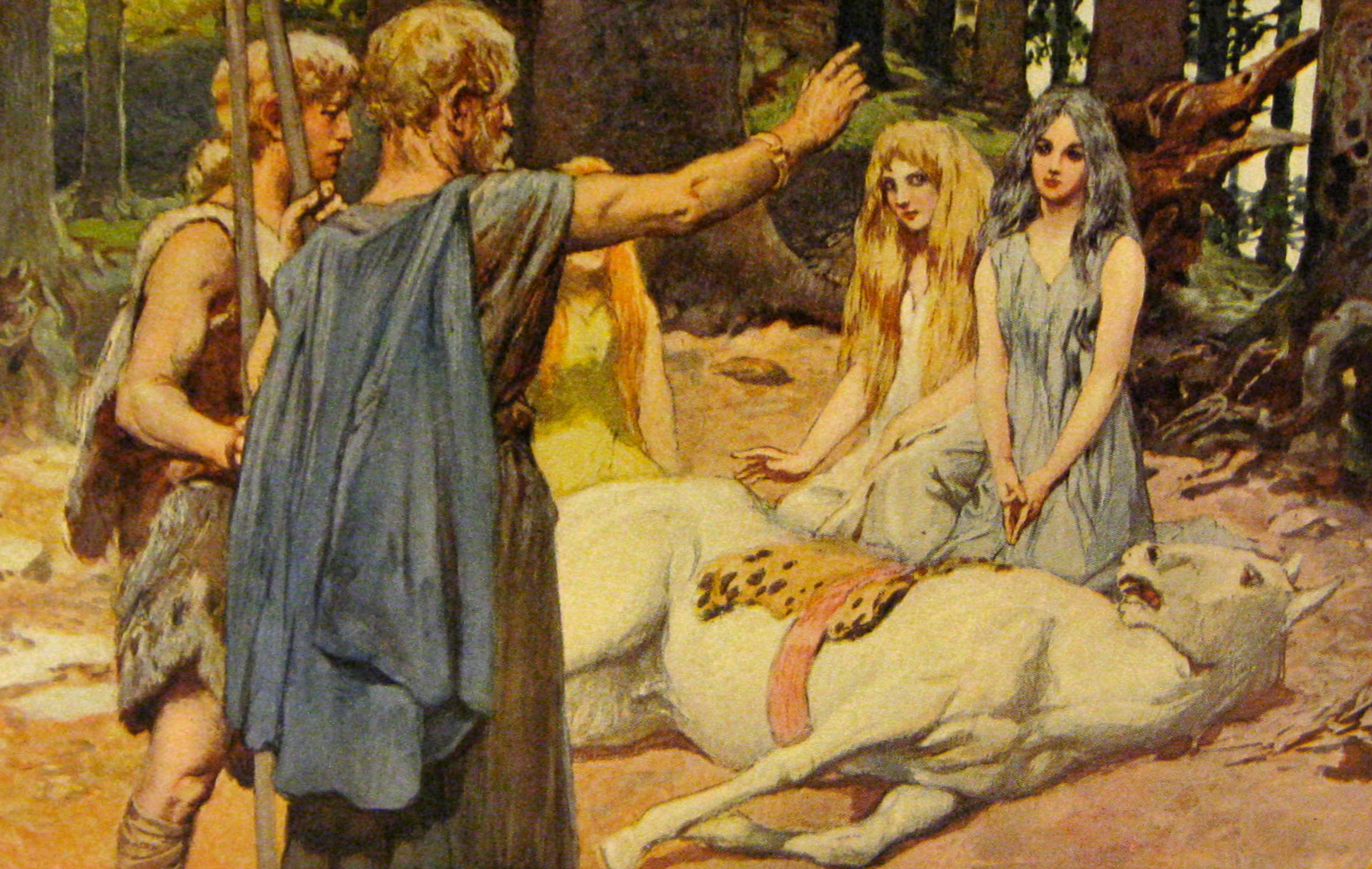
اودین و بالدر که در مقابل ایزدبانوهای سونا، سینت‌گانت، ولا و فریگ ایستاده‌اند. (امیل دوپلر، ۱۹۰۵)

آیین ژرمنی، آیین بومی مردم ژرمن‌ در دوران باستان بود. این آیین براساس باور به وجود چندخدا بود که هر یک قدرت‌های طبیعت را رهبری می‌کردند. مدارکی از منابع متعددی درباره‌ی ایزدان ژرمنی وجود دارد، که شامل آثار ادبی، رویدادنامه مختلف، سنگ‌نوشته‌های خط رونی، نام‌های اشخاص، نام مکان‌ها و دیگر منابع می‌شوند. این صفحه شامل فهرستی از شخصیت‌ها و ایزدان ژرمنی می‌باشد.

## ایزدان
| نام                                          | معنی نام                                                         | همسرها و شریک جنسی             | فرزندان                                 | مدارک                                                                                            |
| -------------------------------------------- | ---------------------------------------------------------------- | ------------------------------ | --------------------------------------- | ------------------------------------------------------------------------------------------------ |
| بالدر (نورس باستان)، Bældæg                  | شکل انگلیسی باستان آن مستقیماً به معنی «روز درخشان» است.          | نانا                           | فورستی                                  | ادای شاعرانه، ادای منثور، احتمالاً بیوولف                                                         |
| براگی (نورس باستان)                          | مرتبط با براگر ("شعر")                                           | ایدون                          | None attested                           | ادای شاعرانه، ادای منثور، اشعار اسکالدیک                                                         |
| دلینگر (نورس باستان)                         | احتمالاً «سحر» یا «درخشان»                                        | نوت                            | داگر                                    | ادای شاعرانه، ادای منثور                                                                         |
| فورستی (نورس باستان)                         | "رئیس"                                                           | None attested                  | None attested                           | ادای شاعرانه، ادای منثور                                                                         |
| فریر (نورس باستان)                           | "فرمانروا"                                                       | فریا، جرد                      | فیولنیر (هایم‌اسکرینگلا)                 | کارنامه اسقف کلیسای هامبورگ، ادای شاعرانه، ادای منثور، هایم‌اسکرینگلا                             |
| هایمدال (نورس باستان)                        | "جهان درخشنده"                                                   | None attested                  | None attested                           | ادای منثور، ادای شاعرانه                                                                         |
| هرمود (نورس باستان)                          | "روحیه جنگ"                                                      | None attested                  | Sceaf (انگلیسی باستان)                  | ادای شاعرانه، ادای منثور، بیوولف، شجره‌نامه سلطنتی انگلیسی باستان                                 |
| هودر (نورس باستان)                           | "سلحشور"                                                         | None attested                  | None attested                           | ادای شاعرانه، ادای منثور، Gesta Danorum, Chronicon Lethrense, Annales Lundenses, possibly بیوولف |
| هونیر (نورس باستان)                          | Contested                                                        | None attested                  | None attested                           | ادای شاعرانه، ادای منثور، اشعار اسکالدیک                                                         |
| لودر (نورس باستان)                           | Contested                                                        | None attested                  | None attested                           | ادای شاعرانه، اشعار اسکالدیک                                                                     |
| لوکی (نورس باستان)                           | Contested                                                        | سیگین، انگربودا                | والی، فنریر، هل، یورمونگاند، و اسلیپنیر | ادای شاعرانه، ادای منثور، هایم‌اسکرینگلا                                                          |
| مانی (نورس باستان)                           | "ماه"                                                            | None attested                  | None attested                           | ادای شاعرانه، ادای منثور                                                                         |
| میمیر (نورس باستان)                          | "به یاد آوردنده"                                                 | None attested                  | Sons, unnamed                           | ادای شاعرانه، ادای منثور                                                                         |
| میلی (نورس باستان)                           | "دوست‌داشتنی"                                                     | None attested                  | None attested                           | ادای شاعرانه، ادای منثور                                                                         |
| نیورد (نورس باستان)                          | Contested                                                        | زمانی خواهرش، اسکادی           | فریر، فریا                              | ادای شاعرانه، ادای منثور، هایم‌اسکرینگلا، ایگیلز ساگا                                             |
| اودین: Óðinn (ژرمنی شمالی)، وُدن (ژرمنی غربی) | فریگ (همسر)، اسکادی (تنها در هایم‌اسکرینگلا)، گانلود، یورد، ریندا | بالدر، هود، هرمود، تیر و براگی | Most attestations of Germanic paganism  |                                                                                                  |
| وُدان (نورس باستان)                           | «دیوانه‌وار»                                                      | فریا                           | هنوس، گرسیمی                            | ادای شاعرانه، ادای منثور                                                                         |
| ساکس‌نات (ساکسون کهن)                         | Contested                                                        | None attested                  | None attested                           | پیمان غسل تعمید ساکسون باستان، شجره‌نامه سلطنتی انگلیسی باستان                                    |
| ثور: دونار (اسطوره‌های تیوتونیک)              | "تندر", all names stem from Proto-Germanic *ÞunraR               | سیف (همسر)، یارسانکسا          | ماگنی و مودی، ثراد                      | Most attestations of Germanic paganism                                                           |
| تیر (نورس باستان)                            | "ایزد                                                            | نامشخص، احتمالاً زیسا           | سیکس‌نات                                 | ادای شاعرانه، ادای منثور، اشعار اسکالدیک، قربان‌گاه دیوار هادریان                                 |
| اولر (نورس باستان)                           | "باشکوه"                                                         | None attested                  | None attested                           | ادای شاعرانه، ادای منثور، اشعار اسکالدیک، جای‌نام‌شناسی در نروژ و سوئد                             |
| والی (نورس باستان)                           |                                                                  | None attested                  | None attested                           | ادای شاعرانه، ادای منثور                                                                         |
| ویدار (نورس باستان)                          | احتمالاً «حاکمیت گسترده»                                          | None attested                  | None attested                           | ادای شاعرانه، ادای منثور                                                                         |
| وه (نورس باستان)                             | معبد وه                                                          | احتمالاً فریگ                   | None attested                           | ادای شاعرانه، ادای منثور                                                                         |
| ویلی (نورس باستان)                           | "اراده"                                                          | احتمالاً فریگ                   | None attested                           | ادای شاعرانه، ادای منثور                                                                         |